# Aspergillus sydowii
Aspergillus sydowii är en svampart som först beskrevs av Bainier & Sartory, och fick sitt nu gällande namn av Thom & Church 1926. Aspergillus sydowii ingår i släktet Aspergillus och familjen Trichocomaceae.   Inga underarter finns listade i Catalogue of Life.